# Today Is The Day
Today Is The Day es un grupo de noise rock/metal experimental, procedente de Nashville, Tennessee.

## Historia
Today Is The Day fue fundada en 1992 por Steve Austin. El grupo empezó su carrera en Nashville a principios de los noventa con el lanzamiento de su EP de debut How To Win Friends And Influence People en 1992. Este lanzamiento independiente llamó la atención de Amphetamine Reptile Records y firmó a la banda, que en aquel momento estaba formada por Austin como cantante y guitarrista, Brad Elrod como baterista, y Mike Herrel al bajo. En febrero de 1993 se editó su álbum debut de larga duración, Supernova.

## Miembros
- Steve Austin - voz, guitarra y samples.
- Chris Debari - bajo
- Derek Roddy - batería

## Discografía

### Álbumes
| Año  | Título                          | Discográfica                |
| ---- | ------------------------------- | --------------------------- |
| 1993 | Supernova                       | Amphetamine Reptile Records |
| 1994 | Willpower                       | Amphetamine Reptile Records |
| 1996 | Today Is The Day                | Amphetamine Reptile Records |
| 1999 | In The Eyes Of God              | Relapse Records             |
| 2000 | Live Till You Die               | Relapse Records             |
| 2002 | Temple Of The Morning Star Live | Relapse Records             |
| 2002 | Sadness Will Prevail            | Relapse Records             |
| 2004 | Kiss The Pig                    | Relapse Records             |
| 2007 | Axis Of Eden                    | Supernova Records           |

### 7"
- Cookie Doesn't Sing 7" , splitt con Brainiac.